# 大龍院 (春日井市)
大龍院（だいりゅういん）は、愛知県春日井市上条町にある真言宗醍醐派の寺院である。

## 概要
かつて存在した天台宗正光寺の塔頭の一つである。
境内には「春日井市史」にも紹介されている樹齢約150年の枝垂桜がある。

## 歴史
天正12年（1584年）小牧・長久手の戦いの際に被災した。
貞享元年（1684年）に大龍院と改称され、修検道の道場となった。
明治時代に修検道が廃止され、秋葉山真言宗醍醐派の寺院となった。

## 周辺
- 上条城址
- 春日井駅
- 庄内川

## アクセス
- JR中央本線 春日井駅から南へ徒歩で約8分。

## 年間行事
火祭り
毎年11月末ごろに火祭りを開催。由来はお祀りしてある秋葉三尺坊大権現様を約2百年弱前に遠州元山よりご分身をお迎えし大龍院に奉安したことによる。